# Canals d'inundació de Shahpur
Els canals d'inundació de Shahpur (Shahpur Inundation Canals) fou un sistema de canalització i reg per inundació al Panjab (Pakistan), amb aigua del riu Jhelum, principalment al districte de Sargodha (i abans districte de Shahpur). Setze canals eren privats, i sis del govern, i d'aquestos darrers tres eren imperials i dos provincials, mentre que el canal Pind Dadan Khan (al districte de Jhelum) fou traspassat al final del segle xix al comitè municipal de Pind Dadan Khan; els tres imperials derivaven d'un canal construït el 1864 pel coronel Sir William Davies per portar aigua a l'estació civil de Shahpur, que fou adquirit pel govern el 1870 i s'hi van afegir dos canals més; dels canals provincials el principal és el de Raniwah, antic canal natiu reobert el 1870; l'altre, el canal Corbynwah, fou construït el 1879.
Els canals privats tenen una llargada total de 366 km i una zona de reg de 250 km²; alguns eren antic i foren reexcavats per Sir Donald McNabb i altres subcomissionats del districte o per propietaris per reg de les seves pròpies terres i per llogar a altres persones mitjançant pagament. Alguns d'aquest canals van quedar eliminats per la branca de Shahpur del canal Inferior del Jhelum.